# Gante-Wevelgem femenina 2019
La 8.ª edición de la Gante-Wevelgem femenina se celebró el 31 de marzo de 2019 sobre un recorrido de 136,9 km con inicio en Ypres y final en la ciudad de Wevelgem en Bélgica.
La carrera hizo parte del UCI WorldTour Femenino 2019 como competencia de categoría 1.WWT del calendario ciclístico de máximo nivel mundial siendo la quinta carrera de dicho circuito y fue ganada por la ciclista neerlandesa Kirsten Wild del equipo WNT-Rotor. El podio lo completaron la también neerlandesa Lorena Wiebes del equipo Parkhotel Valkenburg y la italiana Letizia Paternoster del equipo Trek-Segafredo.

## Equipos
Tomaron parte en la carrera un total de 24 equipos invitados por la organización, todos ellos de categoría UCI Team Femenino, quienes conformaron un pelotón de 144 ciclistas de las cuales terminaron 101. Los equipos participantes fueron:
| Equipos femeninos (24)- Alé Cipollini - Aromitalia Vaiano - Astana Women's - Biehler Pro Cycling - Bigla - Boels Dolmans - BTC City Ljubljana - Canyon-SRAM Racing - CCC-Liv - Doltcini-Van Eyck Sport - Drops - FDJ-Nouvelle Aquitaine-Futuroscope - Health Mate-Ladies Team - Hitec Products - Lotto Soudal Ladies - Mitchelton-Scott - Movistar Team - Parkhotel Valkenburg-Destil - Sunweb Women - Tibco-Silicon Valley Bank - Trek-Segafredo - Valcar Cylance - Virtu Cycling Women - WNT-Rotor Pro Cycling |
| |

## Clasificaciones finales
Las clasificaciones finalizaron de la siguiente forma:

### Clasificación general
| \| Clasificación general \| Clasificación general \| Clasificación general \| Clasificación general \| Clasificación general \| \| Ciclista \| Ciclista \| Equipo \| Tiempo \| \| \| --------------------- \| --------------------- \| --------------------- \| --------------------- \| --------------------- \| \| 1.ª \| Kirsten Wild \| WNT-Rotor Pro Cycling \| 3 h 33 min 34 s \| \| \| 2.ª \| Lorena Wiebes \| Parkhotel Valkenburg \| + 0 s \| \| \| 3.ª \| Letizia Paternoster \| Trek-Segafredo \| + 0 s \| \| \| 4.ª \| Marta Bastianelli \| Virtu Cycling Women \| + 0 s \| \| \| 5.ª \| Amy Pieters \| Boels Dolmans \| + 0 s \| \| \| 6.ª \| Lotte Kopecky \| Lotto Soudal Ladies \| + 0 s \| \| \| 7.ª \| Michela Balducci \| Aromitalia Vaiano \| + 0 s \| \| \| 8.ª \| Elena Cecchini \| Canyon-SRAM Racing \| + 0 s \| \| \| 9.ª \| Elisa Balsamo \| Valcar Cylance \| + 0 s \| \| \| 10.ª \| Marta Cavalli \| Valcar Cylance \| + 0 s \| \| |                     |                       |                 |
| |                     |                       |                 |
| Fuente: ProCyclingStats |                     |                       |                 |
| Clasificación general |                     |                       |                 |
| Ciclista | Ciclista            | Equipo                | Tiempo          |
| 1.ª | Kirsten Wild        | WNT-Rotor Pro Cycling | 3 h 33 min 34 s |
| 2.ª | Lorena Wiebes       | Parkhotel Valkenburg  | + 0 s           |
| 3.ª | Letizia Paternoster | Trek-Segafredo        | + 0 s           |
| 4.ª | Marta Bastianelli   | Virtu Cycling Women   | + 0 s           |
| 5.ª | Amy Pieters         | Boels Dolmans         | + 0 s           |
| 6.ª | Lotte Kopecky       | Lotto Soudal Ladies   | + 0 s           |
| 7.ª | Michela Balducci    | Aromitalia Vaiano     | + 0 s           |
| 8.ª | Elena Cecchini      | Canyon-SRAM Racing    | + 0 s           |
| 9.ª | Elisa Balsamo       | Valcar Cylance        | + 0 s           |
| 10.ª | Marta Cavalli       | Valcar Cylance        | + 0 s           |

## Ciclistas participantes y posiciones finales
Convenciones:
- AB-N: Abandono en la etapa "N"
- FLT-N: Retiro por llegada fuera del límite de tiempo en la etapa "N"
- NTS-N: No tomó la salida para la etapa "N"
- DES-N: Descalificado o expulsado en la etapa "N"

## UCI WorldTour Femenino
La Gante-Wevelgem femenina otorgó puntos para el UCI WorldTour Femenino 2019 y el UCI World Ranking Femenino, incluyendo a todas las corredoras de los equipos en las categorías UCI Team Femenino. Las siguientes tablas muestran el baremo de puntuación y las 10 corredoras que obtuvieron más puntos:
| Posición   | 1.ª | 2.ª | 3.ª | 4.ª | 5.ª | 6.ª | 7.ª | 8.ª | 9.ª | 10.ª | 11.ª | 12.ª | 13.ª | 14.ª | 15.ª | 16.ª-30.ª | 31.ª-40.ª |
| Puntuación | 200 | 150 | 125 | 100 | 85  | 70  | 60  | 50  | 40  | 35   | 30   | 25   | 20   | 15   | 10   | 5         | 3         |

| Clasificación |                     |                               |        |
| Posición      | Ciclista            | Equipo                        | Puntos |
| ------------- | ------------------- | ----------------------------- | ------ |
| 1.ª           | Kirsten Wild        | WNT-Rotor                     | 200    |
| 2.ª           | Lorena Wiebes       | Parkhotel Valkenburg          | 150    |
| 3.ª           | Letizia Paternoster | Trek-Segafredo                | 125    |
| 4.ª           | Marta Bastianelli   | Virtu                         | 100    |
| 5.ª           | Amy Pieters         | Boels Dolmans                 | 85     |
| 6.ª           | Lotte Kopecky       | Lotto Soudal Ladies           | 70     |
| 7.ª           | Michela Balducci    | Aromitalia-Basso Bikes-Vaiano | 60     |
| 8.ª           | Elena Cecchini      | Canyon SRAM Racing            | 50     |
| 9.ª           | Elisa Balsamo       | Valcar Cylance                | 40     |
| 10.ª          | Marta Cavalli       | Valcar Cylance                | 35     |